# Victualling Inshore Craft

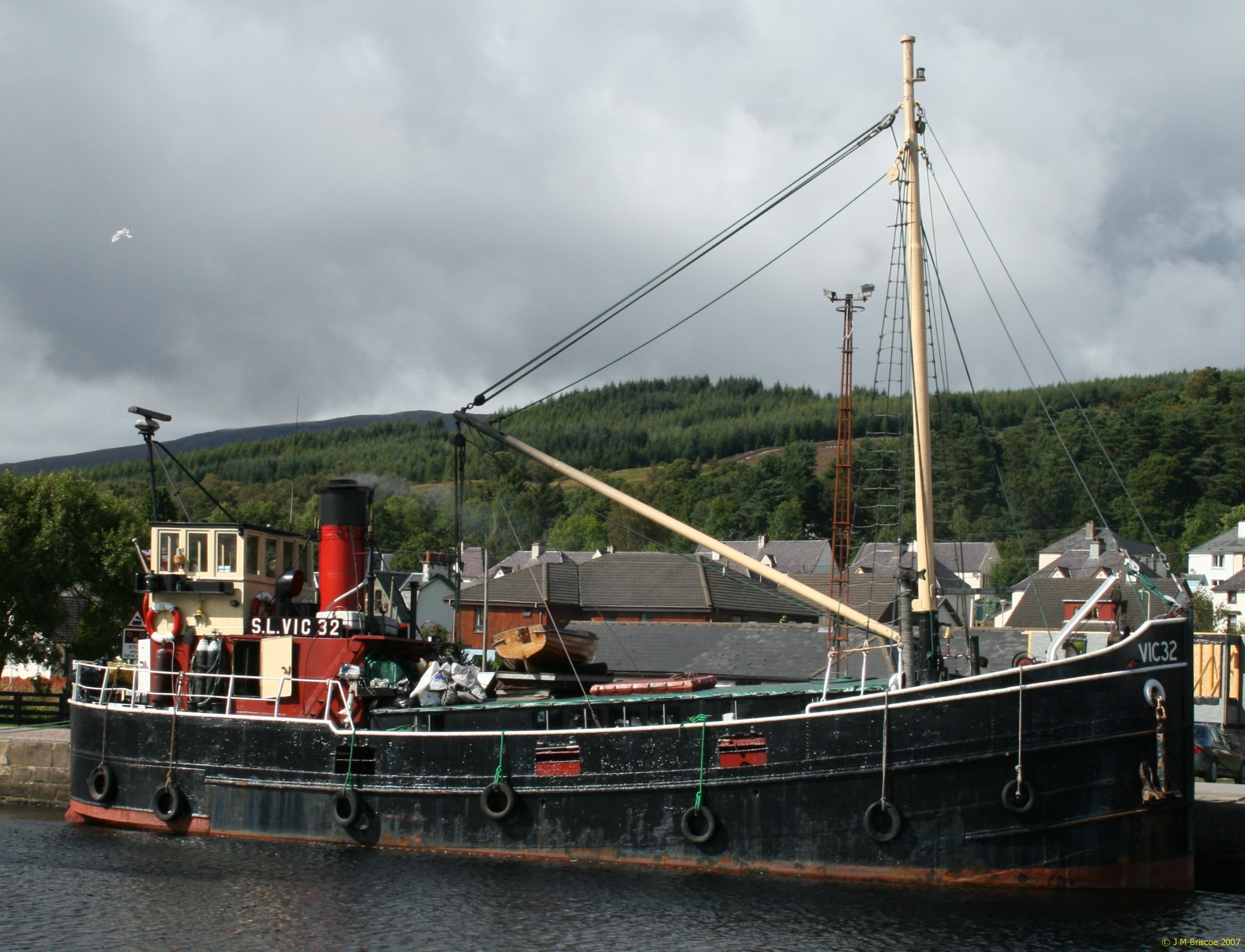
VIC 32

Victualling Inshore Crafts (VIC) waren im Zweiten Weltkrieg in Serie gebaute  Küstenfrachtschiffe in Großbritannien. Sie zählen zur Gruppe der Empire-Schiffe.

## Beschreibung
Die Schiffe wurden im Auftrag des Ministry of War Transport (MOWT) gebaut und teilten sich in die Typen der VIC-Clyde-Puffer und der VIC-Coastal-Lighter auf.
Der Entwurf des VIC-Clyde-Puffer-Typs fußte auf den Linien der 1939 gebauten Schiffe Anxac und Lascar. Der Clyde Puffer ist ein kleiner Binnen- und Küstenfrachtschiffstyp, welcher ab etwa 1850 anfangs auf schottischen Kanälen, später auch in den Mündungsgebieten des Forth und Clyde und schließlich an der ganzen schottischen Westküste bis zu den Hebriden eingesetzt wurde.  Im Laufe des Zweiten Weltkriegs ergaben sich für den Schiffstyp neue Aufgaben wie die Flottenversorgung, was die Regierung veranlasste, den Bau der sogenannten Victualling Inshore Craft (VIC) anzuordnen. In den Jahren 1941 bis 1946 entstanden so nochmals 63 VIC-Clyde-Puffer. Neun von ihnen waren mit einer Dampfmaschine ausgerüstet, die restlichen 54 erhielten Dieselmotoren. Sie waren mit einer Länge von 20,50 Metern auf eine Tragfähigkeit von rund 140 Tonnen ausgelegt. Die Schiffe hatten keine Back  über dem Hauptdeck, eine erhöhte Poop mit dem über dem Maschinenraum angeordneten Deckshaus, auf dem hinter dem Schornstein das Ruderhaus lag.
Die VIC-Coastal-Lighter waren etwas anders konstruiert. Sie waren ebenfalls als reine Küstenschiffe ausgelegt und wurden immer mit Dampfantrieb, aber in zwei Längen gebaut. Die Schiffe hatten eine Back, ein herabgezogenes Hauptdeck und ein ganz achtern über der erhöhten Poop und dem Maschinenraum angeordnetes Deckshaus. Die 33 gebauten Trockenfrachter mit einer Länge von 20,50 Meter hatten eine Tragfähigkeit von rund 165 Tonnen, die 15 gebauten VIC-Tanker waren 29,60 Meter lang und hatten eine Tragfähigkeit von rund 170 Tonnen. Letztere waren für den Dienst beim South East Asia Command (S.E.A.C.) in Fernost vorgesehen.
Die Einheiten wurden bei verschiedenen Werften, wie Richard Dunston in Hessle, J. Harker in Knottingley, I. Pimblott & Sons in Northwich, J. Pollock & Sons in Faversham, Richards Ironworks in Lowestoft, Rowhedge Ironworks in  Wivenhoe und anderen, gebaut und erhielten mit dem Präfix VIC beginnende Namen mit einer angehängten Nummer.